# نظرية الأنظمة المتعددة
نظرية الأنظمة المتعددة ،هي نظرية في دراسات الترجمة ، تتضمن استخدام عوامل متعددة التكافؤ كأداة لتفسير تعقيدات الثقافة داخل المجتمع الواحد و كذلك بين المجتمعات المختلفة. ومن خلال تحليل مجموعات من العلاقات في ا حقلي الأدب واللغة، تحول تدريجيًا نحو تحليل أكثر تعقيدًا للأنظمة الاجتماعية الثقافية. 
تلقت نظرية الأنظمة المتعددة ترحيبا من طلاب الأدب والثقافة في جميع أنحاء العالم. 
أبرز المدافعين عنها هو اللغوي ا إيتامار إيفين زوهار .  بالاضافة الى الباحث الأمريكي إدوين جينتزلر والذي يعد مساهمًا مهمًا آخر في وجهة النظر هذه. 